# Pëtr Vasil'evič Miturič
Pëtr Vasil'evič Miturič, nella traslitterazione anglosassone Piotr Vasilevich Miturich (in russo Пётр Васильевич Митурич?; San Pietroburgo, 14 ottobre 1887 – Mosca, 27 ottobre 1956), è stato un pittore russo.

## Biografia
Pëtr Vasil'evič Miturič nacque a San Pietroburgo il 14 ottobre 1887 in una famiglia di militari.
Dal 1899 ha studiato al Corpo per cadetti di Pskov, ma dopo sei anni è stato espulso per motivi disciplinari.
Dal 1906 al 1909 Miturič frequentò il l'Istituto d'arte di Kiev, in seguito continuò i suoi studi presso la classe di pittura per scene di battaglia presso l'Accademia imperiale di arte (IACh) a San Pietroburgo, dove studiò sotto la guida di N. S. Samokiš.
All'inizio degli anni dieci Miturič collaborò con la rivista Apollon (Apollo).
Nel 1916-1922 Miturič prestò servizio nell'esercito, partecipò alla prima guerra mondiale e alla guerra civile russa.
Fu membro e partecipante delle mostre della società Mir iskusstva (Il mondo dell'arte).
Nel 1916 Miturič divenne amico del poeta Velimir Chlebnikov e nel 1922 visse con il poeta nel villaggio di Santolovo nella provincia di Velikij Novgorod, dove il poeta morì il 28 giugno dello stesso anno.
Per tutta la vita Miturič si considerò un suo allievo e dal 1922 al 1925 creò illustrazioni per la poesie di Chlebnikov.
Dal 1922 Miturič visse a Mosca e due anni dopo sposò la pittrice Vera Chlebnikova, sorella del poeta.
L'artista svolse anche l'attività di docente, insegnando nelle scuole statali artistiche e tecniche di Mosca, dal 1923 al 1927.
Miturič ha studiato i problemi del moto ondoso e del biodesign, ottenendo brevetti per invenzioni di diversi apparati che funzionavano a causa del moto ondoso.
Nel 1918 il pittore inventò un nuovo tipo di arte: la grafica spaziale, disegni a tratteggio su figure geometriche con inserimenti di carte e cartone.
Miturič dopo aver espresso uno stile versatile, che spaziò dal naturalismo alle opere cubiste e astratte, quali Composizione (1920) e Costruzione n. 18 (1920), si dedicò soprattutto alla grafica, come quella per i libri, sia per l'infanzia sia di musica, oltre che alla litografia.
Le tecniche preferite dell'artista erano l'inchiostro con penna e pennello, carboncino e matita, con le quali perseguì un linguaggio artistico innovativo; difatti ai suoi esordi realizzò opere non figurative, futuristiche, attratto dall'idea di biodesign,che in seguito si caratterizzarono da una composizione ritmica ben pianificata e forme concise, nonché da tratti espressivi o linee lunghe e ondulate.
Ha cercato di esprimere i principi del moto ondoso nella ritmica delle opere grafiche, in particolare nelle sue illustrazioni per la poesia di Chlebnikov e nella grafica spaziale.
A partire dal Ritratto di violinista (1925), a carboncino, si impegnò in un'opera sistematica di ritratti di artisti e di poeti, e di raffigurazione del paesaggio della Crimea e del Caucaso, in disegni in stile realistico, eseguiti con cura dei particolari, con un linguaggio chiaro ed asciutto, con un segno leggero ed elegante,tra i quali Paesaggio di Santalovo (1922), Paesaggio di Chvalynsk (1926-1929), Paesaggio  di Kislovodsk (1933), Paesaggio di Sudak (1937-1939) e Paesaggio di Chosta (1955).
Pregevoli risultarono anche i lavori in china, come Spiaggia a Capo Verde (1938).
Negli ultimi anni di carriera l'artista dipinse solo ispirandosi alla natura; le sue opere di quel periodo erano caratterizzate da un'esecuzione magistrale e una grande espressività.
Opere di Miturič sono presenti in molte collezioni private e museali in Russia, tra cui la Galleria Tret'jakov, il Museo russo di San Pietroburgo, il Museo Puškin delle belle arti e altri.

## Opere
- Composizione (1920);
- Costruzione n. 18 (1920);
- Ritratto di violinista (1925);
- Paesaggio di Santalovo (1922);
- Paesaggio di Chvalynsk (1926-1929);
- Paesaggio  di Kislovodsk (1933);
- Paesaggio di Sudak (1937-1939);
- Spiaggia a Capo Verde (1938);
- Paesaggio di Chosta (1955).